# Zamarada bonaberiensis
Zamarada bonaberiensis là một loài bướm đêm trong họ Geometridae.